# Continental Micronesia
Continental Micronesia (ursprünglich Air Micronesia) war eine US-amerikanische Fluggesellschaft mit Sitz auf Guam und Basis auf dem Flughafen Antonio B. Won Pat. Sie war eine Tochtergesellschaft der Continental Airlines, unter deren Lizenz zuletzt auch der Flugbetrieb durchgeführt wurde.

## Geschichte
Am 16. Mai 1968 wurde von Continental Airlines und dem ehemaligen U.S. Trust Territory die Tochtergesellschaft Air Micronesia gegründet, um die Präsenz von Continental Airlines im pazifischen und asiatischen Raum zu stärken. Bekannt wurde diese Tochtergesellschaft als AIR MIKE, woher auch das frühere internationale Rufzeichen der Airline herrührt. Die Flotte von Continental Micronesia bestand anfangs hauptsächlich aus Boeing 727 und Douglas DC-6.
In den 1990er Jahren entwickelte sich auf Guam ein wichtiges Luftfahrtdrehkreuz, sowohl für Continental Micronesia als auch für United Airlines und Northwest Airlines. In dieser Zeit bekam AIR MIKE den offiziellen Namen Continental Air Micronesia, der später in Continental Micronesia geändert wurde.
Zusammen mit der Muttergesellschaft wechselte Continental Micronesia zum 27. Oktober 2009 von SkyTeam zur Luftfahrtallianz Star Alliance.
Im Rahmen der Fusion von Continental Airlines mit United Airlines wurde im Herbst 2010 das Air Operator Certificate der Continental Micronesia aufgehoben. Seither wurde der Flugbetrieb formal durch Continental Airlines durchgeführt. Dieses Vorgehen sollte den als nächsten Schritt geplanten Zusammenschluss mit United unter einem gemeinsamen Luftverkehrsbetreiberzeugnis vereinfachen. Seit dem endgültigen Zusammenschluss von United und Continental wird die Micronesia-Division nicht mehr genutzt, die Flüge werden von United mit Flugzeugen aus deren Flotte durchgeführt.

## Ziele
Vom Flughafen Antonio B. Won Pat bediente Continental Micronesia hauptsächlich den pazifischen, japanischen und südostasiatischen Raum und dient somit als Ergänzung für Continental Airlines, um diese Regionen in den Fokus US-amerikanischer Touristen zu rücken. Sie operierte von Guam aus hauptsächlich nach Japan (8 Ziele, u. a. nach Tokio, Sapporo und Fukuoka), nach Mikronesien (7 Ziele, z. B. nach Koror, Yap, Chuuk und Majuro), nach Australien (Cairns), nach Südostasien (2 Ziele, Manila und Denpasar), nach Hongkong und Taipeh und nach Hawaii, welches das wichtigste Ziel der Gesellschaft darstellt.
Weitere Ziele, wie beispielsweise Nouméa, Seoul, Sydney, Cebu und Port Moresby, wurden aufgrund von zu geringer Auslastung gestrichen.

## Flotte

### Flotte bei Betriebseinstellung
Mit Stand September 2011 bestand die Flotte der Continental Micronesia aus 15 Flugzeugen:

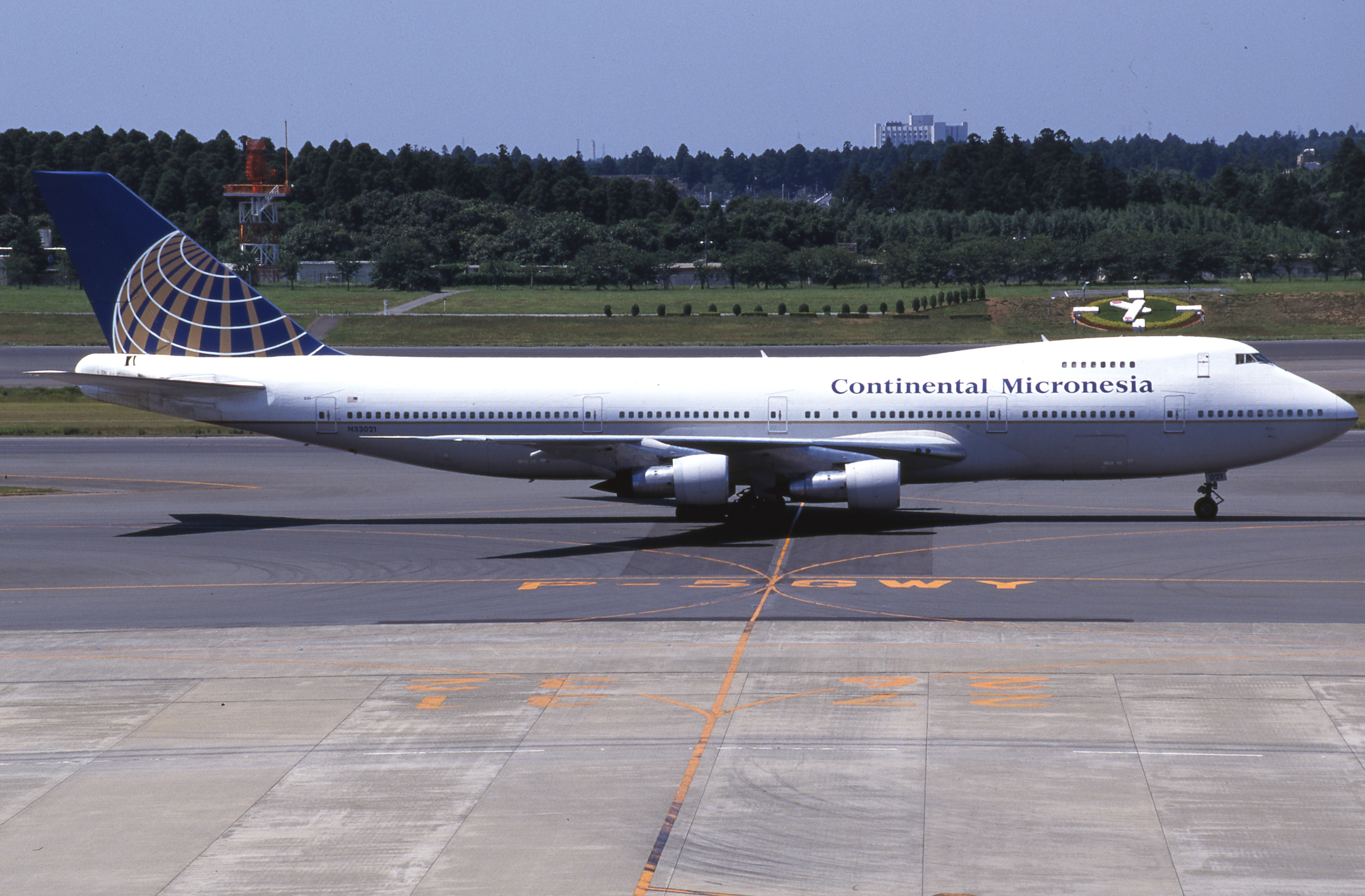
Eine Boeing 747-200 der Continental Airlines im Jahr 2009

- 2 Boeing 737-700 (betrieben durch Continental Airlines)
- 9 Boeing 737-800 (betrieben durch Continental Airlines)
- 4 Boeing 767-400ER (betrieben durch Continental Airlines)

Die Maschinen trugen teilweise bereits den Schriftzug der neuen, fusionierten United Airlines.

### Zuvor eingesetzte Flugzeuge
- Boeing 727-100
- Boeing 727-200
- Boeing 747-200
- Douglas DC-6

## Zwischenfälle
Continental Micronesia verzeichnet in ihrer Geschichte einen Flugzeugverlust:
- Am 21. November 1980 wurde eine Boeing 727-92C der US-amerikanischen Continental Airlines, betrieben für Air Micronesia (Luftfahrzeugkennzeichen N18479), am Flughafen Yap (Föderierte Staaten von Mikronesien) vor der Landebahn aufgesetzt, wodurch das rechte Hauptfahrwerk abriss. Das Flugzeug geriet von der Landebahn ab und kam etwa 500 Meter nach dem ersten Aufsetzen im Dschungel zum Stehen. Unmittelbar nach dem Aufsetzen brach auf der rechten Seite des Flugzeugs ein schweres Feuer aus. Während des Anflugs hatten die Piloten abwechselnd Fotos des Flughafens gemacht. Alle 73 Insassen, sechs Besatzungsmitglieder und 67 Passagiere, überlebten den Unfall.[3]